# Kadjinolle Hassouka
Pour les articles homonymes, voir Kadjinolle.
Kadjinolle Hassouka est un village du Sénégal situé en Basse-Casamance. Il fait partie de la communauté rurale de Mlomp, dans l'arrondissement de Loudia Ouoloff, le département d'Oussouye et la région de Ziguinchor.
Lors du dernier recensement (2002), le village comptait 410 habitants et 57 ménages.